# Ruthenium(VI)-oxid
Ruthenium(VI)-oxid ist eine chemische Verbindung und entsteht aus Ruthenium bei niedrigem Sauerstoffdruck bei Temperaturen um 1200 °C. Die Verbindung ist nur in der Gasphase stabil.

## Gewinnung und Darstellung
Wird ein Rutheniumstreifen in sauerstoffhaltiger Atmosphäre auf hohe Temperatur erhitzt, so bleibt er bei sehr hohen Temperaturen durch die Bildung von gasförmigen RuO3 und RuO4 blank, während er sich bei etwas niedrigeren Temperaturen mit einer Ruthenium(IV)-oxid-Schicht bedeckt. Weitere Glühdrahtversuche haben gezeigt, dass die Verflüchtigung von Ruthenium(IV)-oxid durch Sauerstoff, bei Temperaturen von 1200 °C und darüber durch die Bildung von Ruthenium(VI)-oxid verursacht wird. Die Beobachtungen lassen sich qualitativ mit der Koexistenz von RuO3 und RuO4 deuten, wobei RuO4, bei niedrigen Temperaturen und hohen Sauerstoffdrücken, RuO3 dagegen bei hohen Temperaturen und niedrigen Sauerstoffdrücken vorherrscht.